# Кен-Арал
Кен-Арал (кирг. Кең-Арал) — село в Бакай-Атинском районе Таласской области Кыргызстана. Административный центр Кен-Аральского аильного округа. Код СОАТЕ — 41707 220 828 01 0.

## Население
В 1999 году население села составляло 2576 человек (1307 мужчин и 1269 женщин). По данным переписи 2009 года, в селе проживало 3024 человека (1514 мужчин и 1510 женщин).